# 腓力二世 (拿騷-威爾堡)
腓力二世（德語：Philipp II.，1418年3月14日—1492年3月19日），拿騷-威爾堡伯爵，腓力一世之子，1429年至1492年在位。

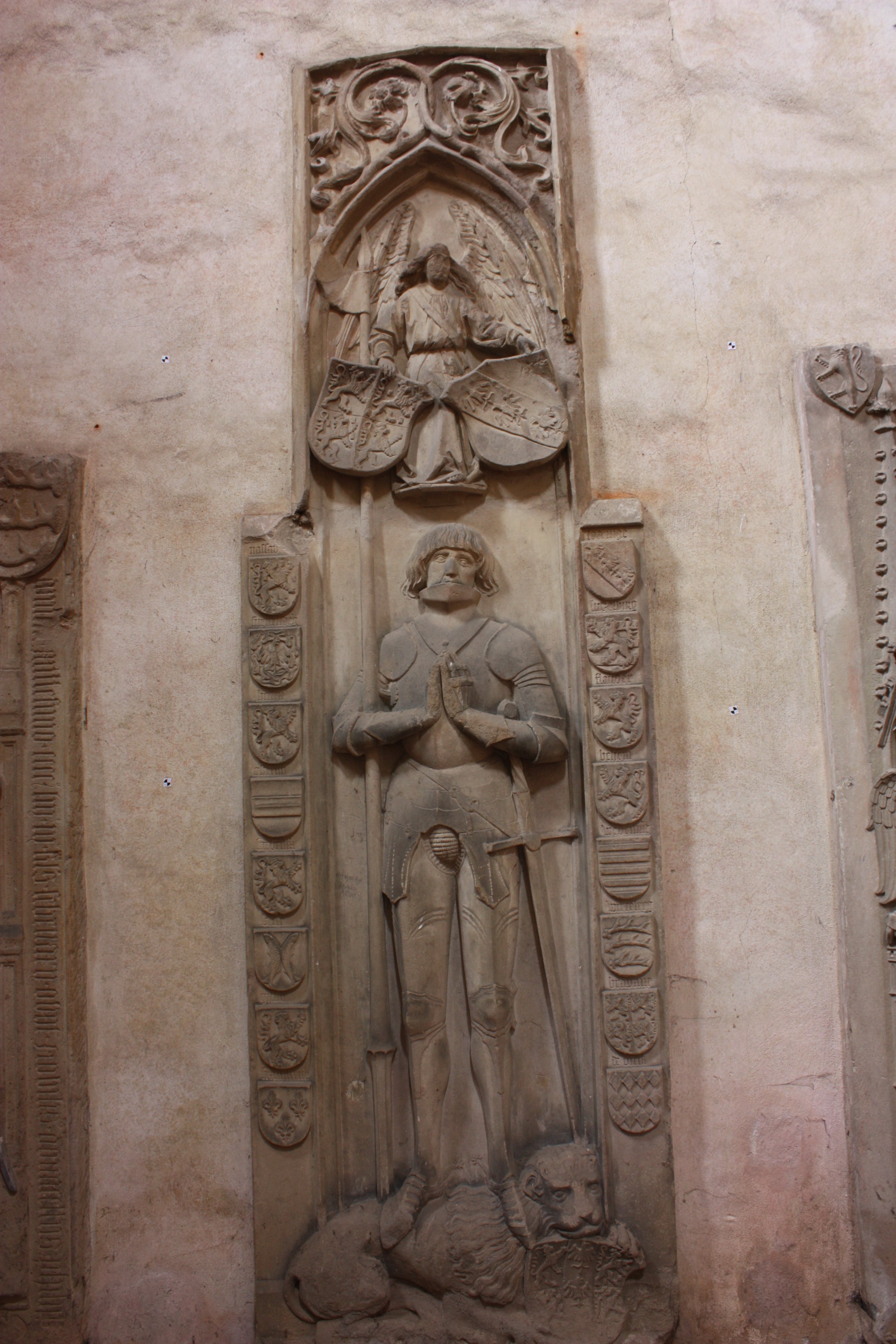
腓力二世

## 家庭
1440年，腓力二世與隆恩-海因斯貝格的瑪格麗特（Margarethe von Loon-Heinsberg）結婚，兩人共有兩個兒子：
1. 約翰三世（1441年—1480年）
2. 腓力（1443年—1471年）